# Corrent de Kuroshio

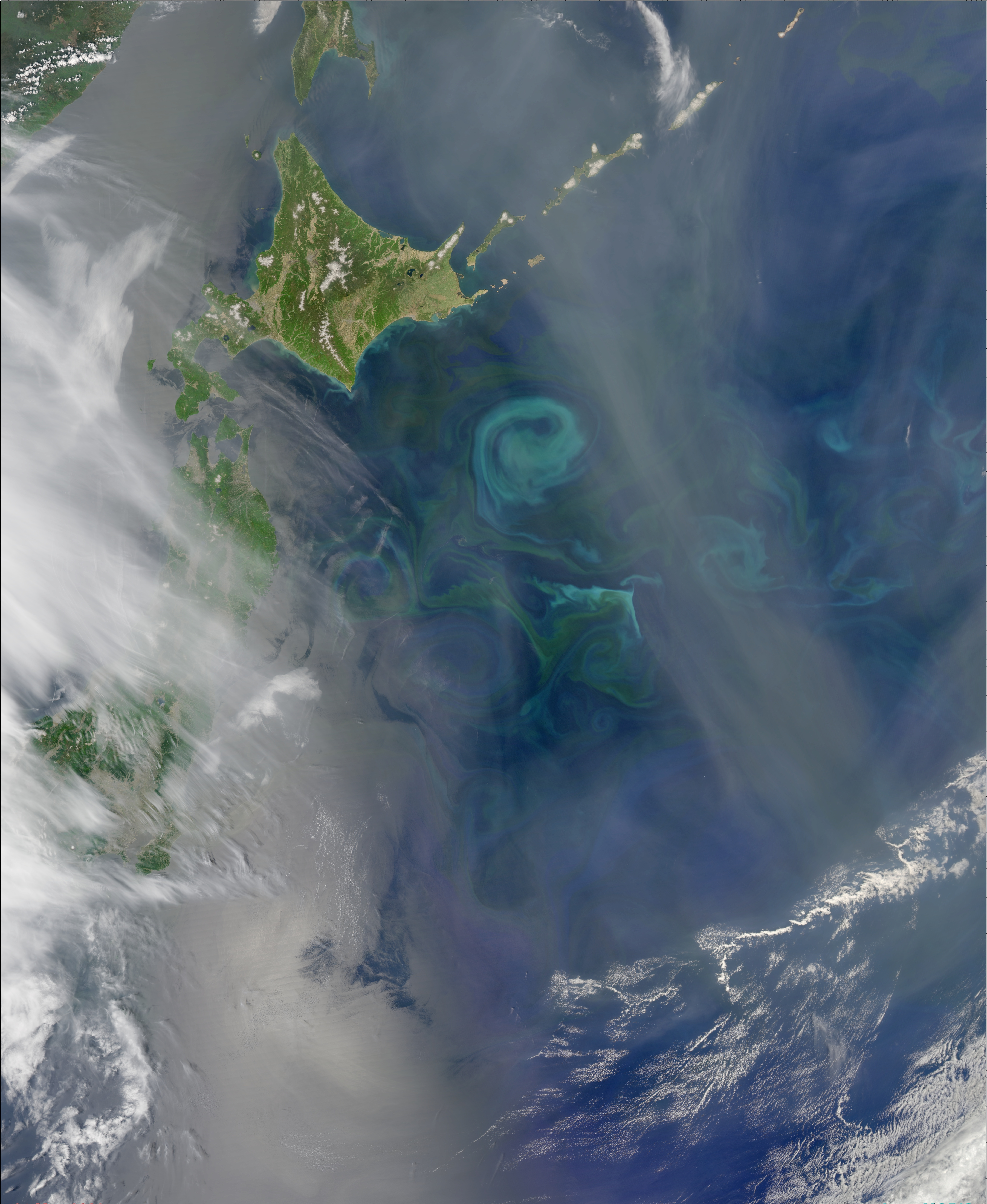
El corrent d'Oyashio xocant amb el corrent de Kuroshio. Els remolins de tons verdencs són proliferacions de població de fitoplàncton a causa de la barreja d'aigües tan diferents.

El corrent de Kuroshio (també conegut com a Kuro-Shiva o corrent del Japó) és un corrent oceànic que flueix des de l'est de les costes japoneses en direcció nord-est i que creua l'oceà Pacífic. Forma part del corrent del Pacífic Nord circular que gira en sentit de les agulles del rellotge al sud del corrent subàrtic. Es tracta d'un corrent no molt ample, d'aigües ràpides i càlides. A la seva temperatura relativament elevada es deu la seva pobresa en nutrients i, conseqüentment, de vida marina, raó per la qual les seves aigües mostren el característic color blau fosc de les aigües oceàniques de baixa productivitat que li donen el seu nom: Kuroshio (黒 潮) significa aigua marina negra o corrent negre en japonès.
El corrent de Kuroshio inicia el seu recorregut en el lloc on el Corrent Nord Equatorial del Pacífic (NEC) s'aproxima a les Filipines i es desdobla. Passa entre l'arxipèlag Ryukyu i Kyūshū formant l'anomenat meandre de la mar de la Xina Oriental i continua a través de l'estret de Tokara girant bruscament en direcció cap al nord i allà, quan la velocitat del corrent està en el seu apogeu, es bifurca en un corrent allunyat de les costes del Japó i un altre de més sinuós i complex que es manté més o menys a prop del litoral fins que tots dos braços es reuneixen aproximadament als 141° de longitud est i 35° de latitud nord. Llavors la Kuroshio gira cap a l'est allunyant-se de la costa japonesa i es converteix en l'anomenada extensió de Kuroshio que adquireix molta força i mostra gran inestabilitat fins a arribar a la cadena de muntanyes volcàniques submarines anomenades Monts submarins Emperador on es dispersa en múltiples corrents secundaris, alguns dels quals entraran a formar part del corrent del Pacífic Nord.